# Jacob David Henriques de la Fuente
Jacob David Henriques de la Fuente, també conegut com a J.D.H. de la Fuente, (La Haia, 12 de febrer, 1836 - Idem. 22 de febrer, 1910) va ser un fagot neerlandès, també tocava el violoncel i va ser professor de música i compositor.

## Biografia
Era fill del mestre David Moses Henriques de la Fuente i de la modista Berenice Frank, que es van casar només després del seu naixement. Ell mateix estava casat amb Roosje Simon Coini. El seu fill Simon Jacob Henriques de la Fuente, es va convertir en músic, es va casar amb la cantant Frederika Streletski, filla del líder de l'orquestra Joseph Streletski.
Va rebre la seva educació musical al llunyà predecessor del Conservatori de l'Haia, on es va graduar el 1856. Ja va fer actuacions durant la seva formació. L'any 1859 ingressà a l'Orquestra Municipal de Delft de J.C. Boers. El 1860 ell i la seva família van marxar a Amsterdam per tocar a l'Orquestra Park de Willem Stumpff, però van tornar a La Haia per convertir-se en fagot amb l'òpera francesa de Joseph Streletski.
Des de la seva etapa amb l'Orquestra Park, els arranjaments van seguir les seves pròpies composicions, per exemple va escriure una Serenata per a quatre trompes. A més de totes aquestes activitats, també va ser director de la taula de cançons d'art i amistat i va organitzar concerts folk al famós Felix Meritis. El 1871 va ser nomenat professor de fagot a l'Escola de Música de l'Haia i esdevingué segon fagot de l'orquestra del "teatre Diligentia". Tota la seva vida es va dedicar a la música, amb treballs a temps parcial com a director d'un cor d'homes auto fundat, cantant al cor de la comunitat portuguesa israeliana, músic a l'Orquestra de l'Haia de Diligentia i a l'Òpera francesa. A partir de 1901 va patir una pèrdua auditiva i va fer renunciar a les seves funcions de professor. Juntament amb Johannes Meinardus Coenen, que era conegut com un dels millors fagotistes del país. També va publicar un Manual per a principiants a tocar el fagot.
Algunes composicions:
- Nocturn per a quatre violoncels
- Serenata per a quatre banyes
- Sis grans estudis (per a un fagot i dos fagots) (utilitzat a tot Europa)
- Fantasia (diverses obres per a orquestra simfònica i de vent)
- Composicions per a cor masculins com Ons Vaderland i Nieuw Volkslied.